# رالف فوكس
رالف فوكس (بالإنجليزية: Ralph Fox)‏ هو طوبولوجي ورياضياتي أمريكي، ولد في 24 مارس 1913 في موريسفيل باكز مقاطعة في الولايات المتحدة، وتوفي في 23 ديسمبر 1973 في فيلادلفيا في الولايات المتحدة.

## وصلات خارجية
- رالف فوكس على موقع أرشيف الشارخ.